# Odin Hjartarson
Odin Hjartarson (18 gennaio 1997) è uno sciatore alpino svedese.

## Biografia
Attivo dal novembre del 2013, Hjartarson ha esordito in Coppa Europa l'11 gennaio 2019 a Wengen in discesa libera (67º); non ha debuttato in Coppa del Mondo né preso parte a rassegne olimpiche o iridate.

## Palmarès

### Campionati svedesi
- 1 medaglia:
  - 1 oro (supergigante nel 2022)